# Visión estereoscópica
Visión estereoscópica es aquella que integra dos imágenes que, por medio del cerebro, el ser humano es capaz de integrar en una sola, y crear una imagen tridimensional. Se produce cuando cada uno de los ojos acomoda el cristalino para enfocar correctamente un objeto, así ambos ejes ópticos convergen sobre el objeto que se mira. Para este proceso se utiliza la visión binocular y la estereoscopía.
Esta habilidad se desarrolla durante la infancia, ya que al cerebro le cuesta un tiempo aprender a fusionar los estímulos del mundo en 3D. Se considera que hasta los 12 años no se adquiere la visión estereoscópica por completo.

## Visión estereoscópica directa
La visión estereoscópica es una habilidad físico-psicológica del ser humano, permite ver imágenes tridimensionales con una visión binocular. En la retina de cada ojo se forma una imagen de un objeto, las dos imágenes son ligeramente distintas por la diferencia posición de los ojos, formando un efecto de relieve. La separación entre los dos órganos receptivos, es decir los ojos, es aproximadamente de 65mm y se llama distancia interpupilar.
Mediante una sola imagen el ser humano no es capaz de percibir el relieve o la profundidad ya que todos los puntos de la imagen se proyectan en un mismo plano. Para percibir la profundidad se han de dar las siguientes condiciones:
- Cada ojo ha de observar una imagen y entre ellas han de ser ligeramente diferentes.
- La imagen se ha de presentar de tal manera que lo que ve un ojo y el otro se corte en algún punto.
- La convergencia de los ojos no debe exceder el límite de la convergencia natural que es aproximadamente de 20 grados.[1]

## Visión estereoscópica indirecta
La visión estereoscópica directa puede sustituirse de manera artificial usado elementos ópticos auxiliares. Usando un elemento óptico de observación se puede presentar de manera aislada una imagen a cada ojo. El sistema físico-psicológico fusiona el contenido de ambas imágenes y crea un modelo tridimensional. El elemento óptico más utilizado es el estereoscopio que permite que cada ojo observe una imagen diferente. Los estereoscopios más utilizados son: 
- Estereoscopios de lentes
- Estereoscopio de espejos
- Estereoscopios de espejos y prismas[1]

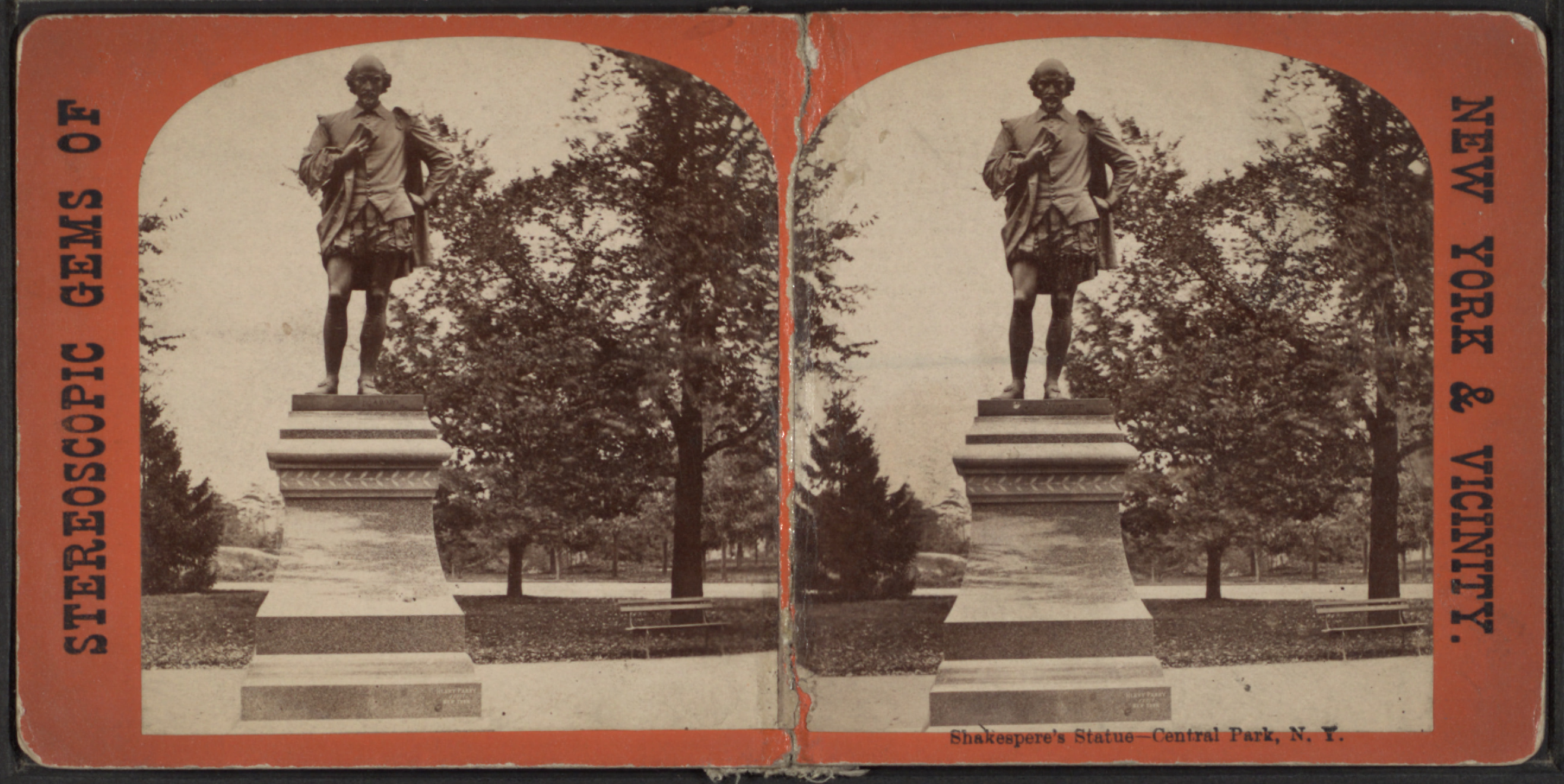
Carta de estereoscopio: una estátua de Shakespeare, Central Park, Nueva York

## Disfunciones de la visión estereoscópica
Hay personas que no llegan a desarrollar la visión estereoscópica debido a un problema de alineación en los ojos o a un problema en el cerebro. A esto se le conoce como “ceguera estéreo” o “visión plana”. Se calcula que entre el 4%  y el 10% de la población sufre alguno de estos problemas. Estas personas no logran captar la profundidad, el relieve y la tridimensionalidad. Algunos de los principales problemas asociados a la falta de visión estereoscópica son la dificultad para conducir y para realizar deportes con estímulos visuales constantes (fútbol, rugby, bicicleta…)